# Гилоцереус крупноцветковый
Гилоцереус крупноцветковый (лат. Hylocereus megalanthus) — растение семейства Кактусовые, вид рода Гилоцереус, произрастающее в северной части Южной Америки. Оно культивируется в коммерческих масштабах ради съедобных плодов (жёлтая питайя), а также в декоративных целях, представляя собой впечатляющую лиану с одними из самых крупных цветков из всех кактусовых.

## Распространение
Естественный ареал растения включает в себя Венесуэлу, Колумбию, Эквадор, Перу и Боливию.

## Культивирование в закрытых помещениях
См. раздел «Культивирование в закрытых помещениях» статьи Гилоцереус.